# (1583) Antilochus
(1583) Antilochus és un asteroide que forma part dels asteroides troians de Júpiter i va ser descobert el 19 de setembre de 1950 per Sylvain Julien Victor Arend des del Real Observatori de Bèlgica, Uccle. Antilochus va ser designat al principi com 1950 SA. Posteriorment es va nomenar per Antíloc, un personatge de la mitologia grega. Orbita a una distància mitjana de 5,125 ua del Sol, podent apropar-se fins a 4,856 ua. La seva inclinació orbital és 28,53° i l'excentricitat 0,05237. Triga 4238 dies a completar una òrbita al voltant del Sol.